# Парламентские выборы в Словакии (1998)

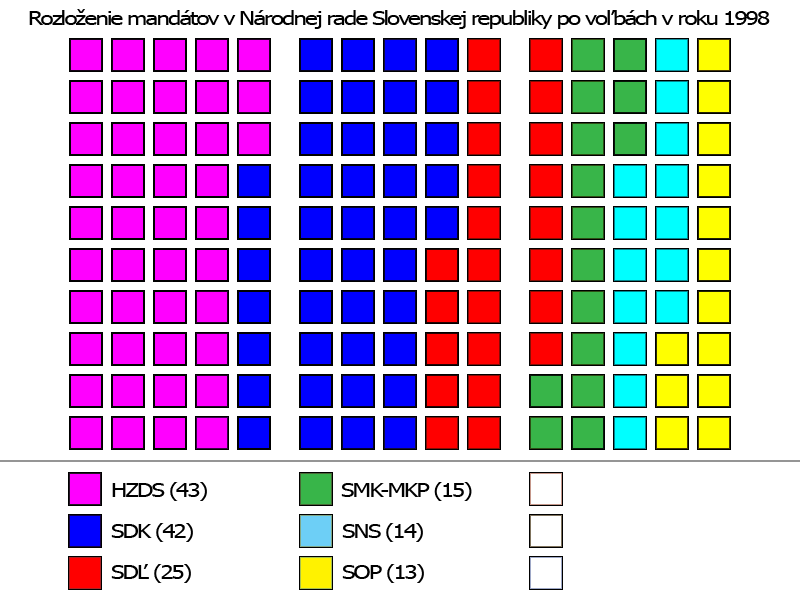
Результаты выборов

Парламентские выборы в Словакии 1998 года состоялись 25 и 26 сентября. На 150 мест Народной Рады Словацкой Республики претендовало 17 партий. Выборы проходили по пропорциональной системе.

## Результаты
| Партия                               | Голосов          | Мест | Δ       |
| ------------------------------------ | ---------------- | ---- | ------- |
| Движение за демократическую Словакию | 907 103 (27,00%) | 43   | ▼ 18    |
| Словацкая демократическая коалиция   | 884 497 (26,33%) | 42   | Впервые |
| Партия демократических левых         | 492 507 (14,66%) | 23   | ▲ 5     |
| Партия венгерской коалиции           | 306 623 (9,12%)  | 15   | ▼ 2     |
| Словацкая национальная партия        | 304 839 (9,07%)  | 14   | ▲ 5     |
| Партия гражданского взаимопонимания  | 269 343 (8,01%)  | 13   | Впервые |
| Коммунистическая партия Словакии     | 94 015 (2,79%)   | 0    | ▬       |

Явка на выборах составила 84,24%.

## Последствия
Несмотря на то, что по итогам выборов ДЗДС набрало голосов больше, чем любая другая партия, Словацкая демократическая коалиция, Партия демократических левых, Партия венгерской коалиции и Партия гражданского взаимопонимания сформировали правящую коалицию. Новым премьер-министром страны стал Микулаш Дзуринда.